# Crisina canariensis
Crisina canariensis är en mossdjursart som först beskrevs av d'Orbigny 1853.  Crisina canariensis ingår i släktet Crisina och familjen Crisinidae. Inga underarter finns listade i Catalogue of Life.